# Mitja Drinovec
Mitja Drinovec (* 22. Februar 1996) ist ein slowenischer Biathlet.

## Karriere
Mitja Drinovec nahm bei den Juniorenweltmeisterschaften 2014 in Presque Isle erstmals an internationalen Wettkämpfen teil und erreichte sowohl im Sprint als auch in der Verfolgung den 34. Platz. Bei den Junioreneuropameisterschaften 2015 erreichte er als beste Platzierung einen 29. Platz in der Verfolgung. Bei den Juniorenweltmeisterschaften desselben Jahres erreichte er mit der Staffel, wie im Vorjahr, den achten Platz, sein bestes Einzelergebnis erzielte er erneut im Verfolgungsrennen mit einem 44. Platz.
Zu Beginn der Saison 2015/16 nahm Drinovec erstmal an einem Rennen des IBU-Cups teil. Sein bestes Ergebnis in dieser Saison war ein 21. Platz im Sprint.
Bei den Juniorenweltmeisterschaften konnte er im Sprint den 19. Platz erreichen und erreichte in der anschließenden Verfolgung aber nur den 36. Platz.
Die Junioreneuropameisterschaften liefen in diesem Jahre für ihn erfolgreicher. Im Sprint wurde er Siebter und auch in der Verfolgung erreichte er mit einem zehnten Platz die Top Ten.
In der Saison 2016/17 nahm Drinovec am Weltcupauftakt in Östersund teil und erreichte in seinem ersten Weltcuprennen mit einem 39. Platz sofort die Punkteränge. An dieses Ergebnis konnte er die restliche Saison aber nicht mehr anknüpfen.
Bei den Junioreneuropameisterschaften erreichte er den 14. Platz im Einzel und bei den Juniorenweltmeisterschaften den 26. Platz in der Verfolgung. Zum Ende der Saison nahm er wieder regelmäßig an Rennen des IBU-Cups teil, konnte aber keine Top-Ten-Platzierung erreichen.
Zu Beginn der Saison 2017/18 konnte Drinovec mit einem achten Platz seine erste Top-Ten-Platzierung im IBU-Cup erreichen. Nach zwei Rennen im IBU-Cup startete er die restliche Saison im Weltcup. Mit der slowenischen Staffel wurde er, zusammen mit Miha Dovžan, Lenart Oblak und Jakov Fak Zehnter in Ruhpolding. Dies war das beste Ergebnis einer slowenischen Staffel seit dem zehnten Platz bei den Biathlon-Weltmeisterschaften 2015.
Dieses Ergebnis konnte die Staffel bei den Olympischen Winterspielen in Pyeongchang wiederholen. Bei den Olympischen Winterspielen startete Drinovec außerdem im Einzel und im Sprint. In diesen Rennen erreichte er einen 80. und einen 72. Platz.
Beim letzten Staffelrennen der Saison konnte Drinovec zusammen mit Klemen Bauer, Jakov Fak und Miha Dovžan dann einen neunten Platz erreichen.

## Statistik

### Biathlon-Weltcup-Platzierungen
Die Tabelle zeigt alle Platzierungen (je nach Austragungsjahr einschließlich Olympische Spiele und Weltmeisterschaften).
- 1.–3. Platz: Anzahl der Podiumsplatzierungen
- Top 10: Anzahl der Platzierungen unter den ersten zehn (einschließlich Podium)
- Punkteränge: Anzahl der Platzierungen innerhalb der Punkteränge (einschließlich Podium und Top 10)
- Starts: Anzahl gelaufener Rennen in der jeweiligen Disziplin
- Staffel: inklusive Mixed- und Single-Mixed-Staffeln

| Platzierung              | Einzel | Sprint | Verfolgung | Massenstart | Staffel | Gesamt |
| ------------------------ | ------ | ------ | ---------- | ----------- | ------- | ------ |
| 1. Platz                 |        |        |            |             |         |        |
| 2. Platz                 |        |        |            |             |         |        |
| 3. Platz                 |        |        |            |             |         |        |
| Top 10                   |        |        |            |             | 3       | 3      |
| Punkteränge              | 1      |        |            |             | 13      | 14     |
| Starts                   | 4      | 16     | 3          |             | 13      | 36     |
| Stand: 31. Dezember 2021 |        |        |            |             |         |        |

### Olympische Winterspiele
|                                             | Einzelwettbewerbe | Einzelwettbewerbe | Einzelwettbewerbe | Einzelwettbewerbe | Staffelwettbewerbe | Staffelwettbewerbe |
| Einzel                                      | Sprint            | Verfolgung        | Massenstart       | Herrenstaffel     | Mixedstaffel       |                    |
| ------------------------------------------- | ----------------- | ----------------- | ----------------- | ----------------- | ------------------ | ------------------ |
| Olympische Winterspiele 2018 \| Pyeongchang | 80.               | 72.               | –                 | –                 | 10.                | –                  |

### Juniorenweltmeisterschaften
| Weltmeisterschaften | Weltmeisterschaften | Einzel | Sprint | Verfolgung | Staffel |
| Jahr                | Ort                 | Einzel | Sprint | Verfolgung | Staffel |
| ------------------- | ------------------- | ------ | ------ | ---------- | ------- |
| 2014                | Presque Isle        | 54.    | 34.    | 34.        | 8.      |
| 2015                | Minsk               | 49.    | 49.    | 44.        | 8.      |
| 2016                | Cheile Grădiștei    | 23.    | 19.    | 36.        | DNS     |
| 2017                | Osrblie             | 41.    | 44.    | 26.        | –       |